# Lockheed Corporation
Lockheed Corporation là một công ty hàng không vũ trụ của Hoa Kỳ. Lockheed được thành lập vào năm 1926 và sau này sáp nhập với Martin Marietta trở thành Lockheed Martin vào năm 1995. Nhà sáng lập của công ty, Allan Lockheed, trước đó đã từng sáng lập công ty sản xuất máy bay Loughead, hoạt động từ năm 1912 đến năm 1920.

## Lịch sử

### Khởi đầu
Allan Loughead (tên khai sinh của Allan Lockheed, đổi tên năm 1934) cùng với anh trai là Malcolm Loughead ban đầu đã cùng nhau thành lập một công ty máy bay Loughead Aircraft Manufacturing Company, hoạt động từ năm 1912 đến 1920. Công ty chế tạo và vận hành các máy bay chở khách trong các tour ngắm cảnh tại California và đã phát triển một nguyên mẫu cho thị trường máy bay dân dụng. Vào năm 1920, do số lượng máy bay dư thừa được đưa ra bán sau Chiến tranh thế giới I làm xì hơi thị trường máy bay, công ty bị buộc phải đóng cửa. Sau đó, Allan đã chuyển hướng sang bất động sản còn Malcolm đã tạo nên một công ty tiếp thị hệ thống phanh ô tô thành công.
13/12/1926, Allan Loughead, John Northrop, Kenneth Kay và Fred Keeler bảo đảm nguồn vốn và thành lập công ty sản xuất máy bay Lockheed (Lockheed Aircraft Company) tại Hollywood. Công ty mới thành lập đã sử dụng một số công nghệ từng được phát triển cho mẫu máy bay Model S-1 để thiết kế chiếc Vega Model. Tháng 3/1928, công ty dời trụ sở về Burbank, California, và đến cuối năm doanh số báo cáo vượt quá một triệu đô la. Từ năm 1926 đến năm 1928, công ty đã sản xuất hơn 80 máy bay và sử dụng hơn 300 công nhân, đến tháng 4 năm 1929 đã đạt năng suất chế tạo 5 chiếc máy bay mỗi tuần. Tháng 7 năm 1929, cổ đông lớn Fred Keeler đã bán 87% cổ phần của Công ty Máy bay Lockheed cho Tập đoàn Máy bay Detroit. Tháng 8 năm 1929, Allan Loughead từ chức.
Cuộc Đại khủng hoảng kinh tế toàn cầu đã ảnh hưởng đến ngành công nghiệp hàng không, và công ty sản xuất máy bay Detroit bị phá sản. Một nhóm các nhà đầu tư đứng đầu là anh em Robert và Courtland Gross, và Walter Varney, đã mua lại quyền sở hữu công ty vào năm 1932 với giá chỉ 40.000$ (660.000$ vào năm 2011). Trớ trêu thay, bản thân Allan Loughead đã lên kế hoạch đấu thầu mua lại công ty cũ của mình, nhưng chỉ huy động được 50.000 đô la (824.000 đô la), số tiền mà ông cảm thấy là quá nhỏ so với một cuộc đấu thầu nghiêm túc.
Năm 1934, Robert E. Gross được bầu làm chủ tịch của công ty mới: Lockheed Aircraft Corporation. Anh trai của ông Courtlandt S. Gross là người đồng sáng lập và điều hành, kế nhiệm Robert làm chủ tịch sau khi ông qua đời vào năm 1961. Công ty được đặt tên là Tập đoàn Lockheed vào năm 1977.
Chiếc máy bay đầu tiên do công ty Lockheed chế tạo là chiếc Vega được chế tạo vào năm 1927. Đây là chiếc máy bay thành công với 141 chiếc được chế tạo, và đã lập được một loạt các kỷ lục hàng không bởi Amelia Earhart, Wiley Post, và George Hubert Wilkins. Vào những năm 1930, Lockheed đã dành 139.400 đô la (tương đương 2,29 triệu đô la) để phát triển mẫu máy bay chở khách cỡ nhỏ 2 động cơ Model 10 Electra. Công ty đã bán được 40 máy bay ngay trong năm đầu tiên đưa vào sản xuất. Năm 1937, Amelia Earhart cùng với hoa tiêu là Fred Noonan, đã thực hiện chuyến bay vòng quanh thế giới bằng chiếc máy bay này, nhưng chuyến bay của bà đã không thành công. Các thiết kế sau đó bao gồm Lockheed Model 12 Electra Junior và Lockheed Model 14 Super Electra đã tiếp tục mở rộng thị phần máy bay của công ty.

### Sản xuất máy bay trước chiến tranh
Mẫu máy bay Lockheed Model 14 là thiết kế hình thành nên cơ sở cho chiếc máy bay ném bom Hudson, vốn được sản xuất cho cả Không quân Hoàng gia Anh và quân đội Mỹ trước và trong Chiến tranh thế giới 2. Vai trò chính của Lockheed Hudson là săn ngầm. Bản thiết kế của chiếc Model 14 Super Electra được bán ra nước ngoài, và đã có hơn 100 chiếc được chế tạo theo giấy phép tại Nhật Bản để cung cấp cho Quân đội Hoàng gia Nhật.

### Trong chiến tranh thế giới 2

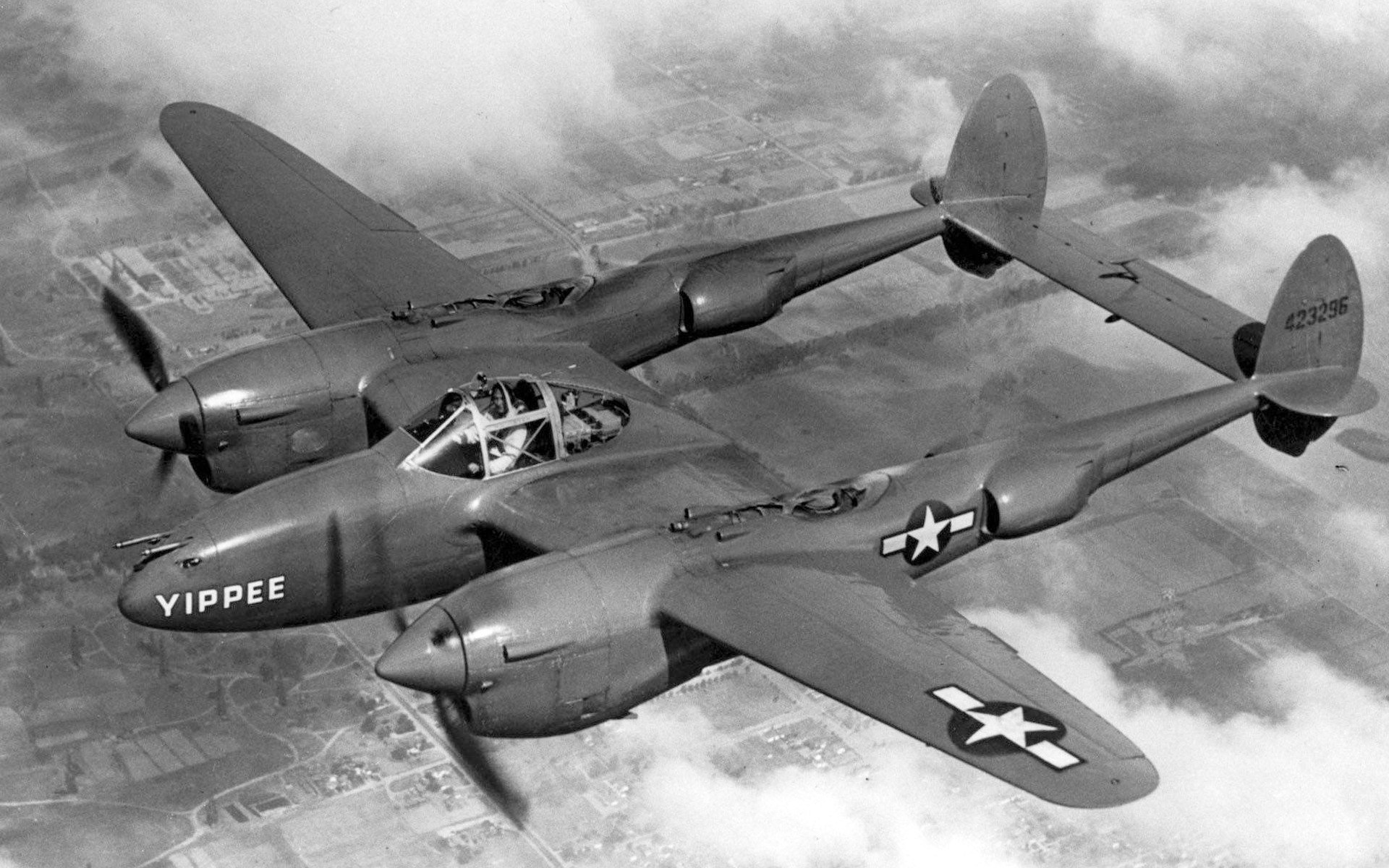
P-38J Lightning Yippee

Khi chiến tranh nổ ra, Lockheed – với Clarence (Kelly) Johnson là kỹ sư thiết kế trưởng, đã trở thành một trong những Công ty thiết kế máy bay nổi tiếng nhất của Mỹ – với việc thiết kế và sản xuất máy bay đánh chặn P-38 Lightning, với thiết kế 2 động cơ, hai thân. P-38 là chiếc máy bay chiến đấu duy nhất được Mỹ sản xuất trong suốt thời gian Mỹ tham chiến, kể từ Trận Trân Châu Cảng đến khi Nhật Bản đầu hàng quân Đồng minh. P-38 có khả năng đảm nhiệm nhiệm vụ tấn công mặt đất, thậm chí nó có thể làm máy bay ném bom chiến lược. P-38 là loại máy bay tiêm kích đã bắn hạ nhiều máy bay của Nhật hơn bất kỳ loại máy bay nào của Không quân Lục quân Mỹ; nó cũng trở nên nổi tiếng nhờ đã bắn hạ máy bay chở Đô đốc Nhật Bản Yamamoto Isoroku.

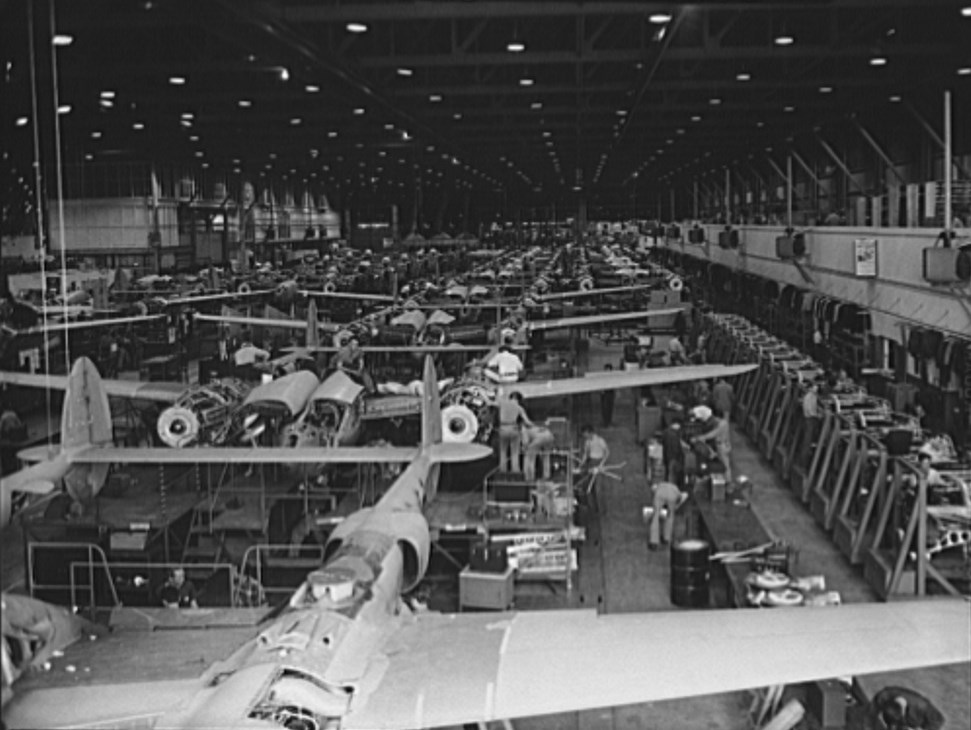
Dây chuyền sản xuất P-38 Lightning tại nhà máy của Lockheed, Burbank, California trong chiến tranh thế giới 2. Tháng 6 năm 1943, dây chuyền lắp ráp này được cơ giới hóa, theo đó sản lượng tăng gấp đôi. Quá trình chuyển đổi sang dây chuyền mới đã hoàn thành chỉ trong tám ngày. Trong thời gian này việc sản xuất vẫn được tiếp tục ở ngoài trời..

Nhà máy Lockheed Vega đặt cạnh sân bay Union của Burbank kể từ khi nó thành lập vào năm 1940. Trong suốt chiến tranh, toàn bộ khu vực này được ngụy trang để đánh lừa máy bay trinh sát của Nhật. Nhà máy ẩn mình bên dưới một tấm bạt lớn bằng vải bố được sơn để nhìn từ trên cao trông giống như một khu dân cư bán nông thôn yên bình. Hàng trăm cây giả, cây bụi, tòa nhà và thậm chí cả các họng cứu hỏa đã được sử dụng.
Lockheed đứng thứ 10 trong số các tập đoàn của Hoa Kỳ về giá trị các hợp đồng sản xuất vũ khí trong Thế chiến 2. Lockheed và công ty con Vega đã sản xuất tổng cộng 19.278 chiếc máy bay trong Thế chiến 2, chiếm 6% sản lượng chiến tranh. Những máy bay do Lockheed sản xuất gồm có 2.600 chiếc Ventura, 2.750 chiếc Boeing B-17 Flying Fortress (sản xuất dưới license của Boeing), 2.900 máy bay ném bom Lockheed Hudson, và 9.000 P-38 Lightning.

### Sau chiến tranh

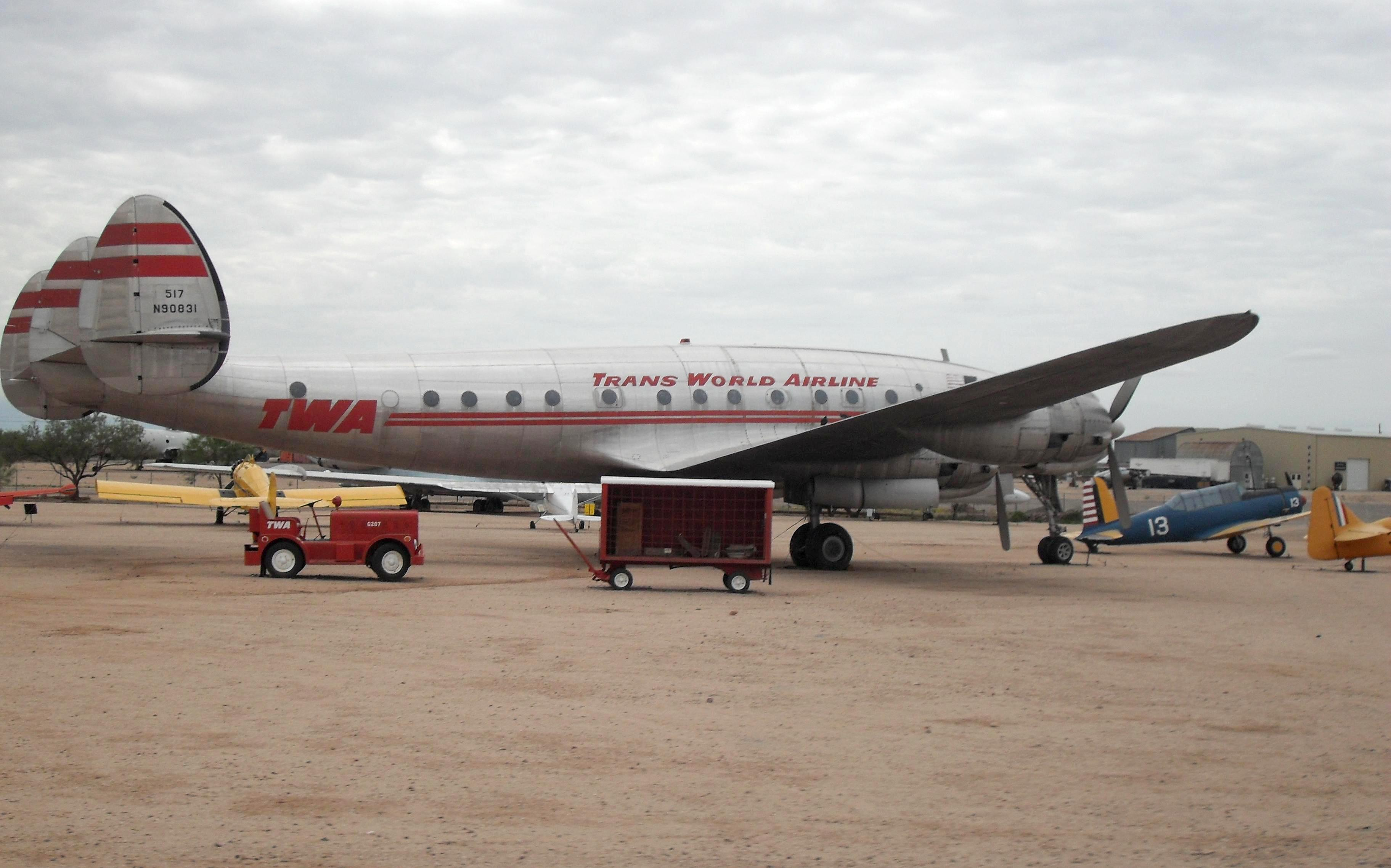
Một chiếc Lockheed L-049 Constellation của hãng hàng không Trans World Airlines

Trong chiến tranh thế giới 2, Lockheed cùng với Trans-World Airlines (TWA), đã phát triển chiếc máy bay chở khách L-049 Constellation, một mẫu máy bay có sức chứa 43 hành khách và có khả năng bay từ New York đến London với tốc độ 300 mph (480 km/h) trong vòng 13 giờ.
Ngay khi Constellation (biệt danh Connie) được đưa vào sản xuất, quân đội Mỹ cũng đã đặt hàng loại máy bay này; sau chiến tranh, máy bay đã nhận đơn đặt hàng đầu tiên, giúp Lockheed đi trước một năm so với các nhà sản xuất máy bay khác trong thị trường sản xuất máy bay chở khách dân dụng hiện đại sau chiến tranh. Hiệu suất của chiếc Constellation đặt ra các tiêu chuẩn mới đã làm thay đổi thị trường vận tải dân dụng. Lockheed bắt đầu chế tạo các máy bay chở khách lớn hơn, chiếc R6V Constitution hai tầng thay cho chiếc Constellation đã dần trở nên lỗi thời. Tuy nhiên thiết kế này tỏ ra không hiệu quả.
Công ty đã tìm cách mua lại Convair vào năm 1946, nhưng đã bị ngăn lại bởi SEC.

### Skunk Works

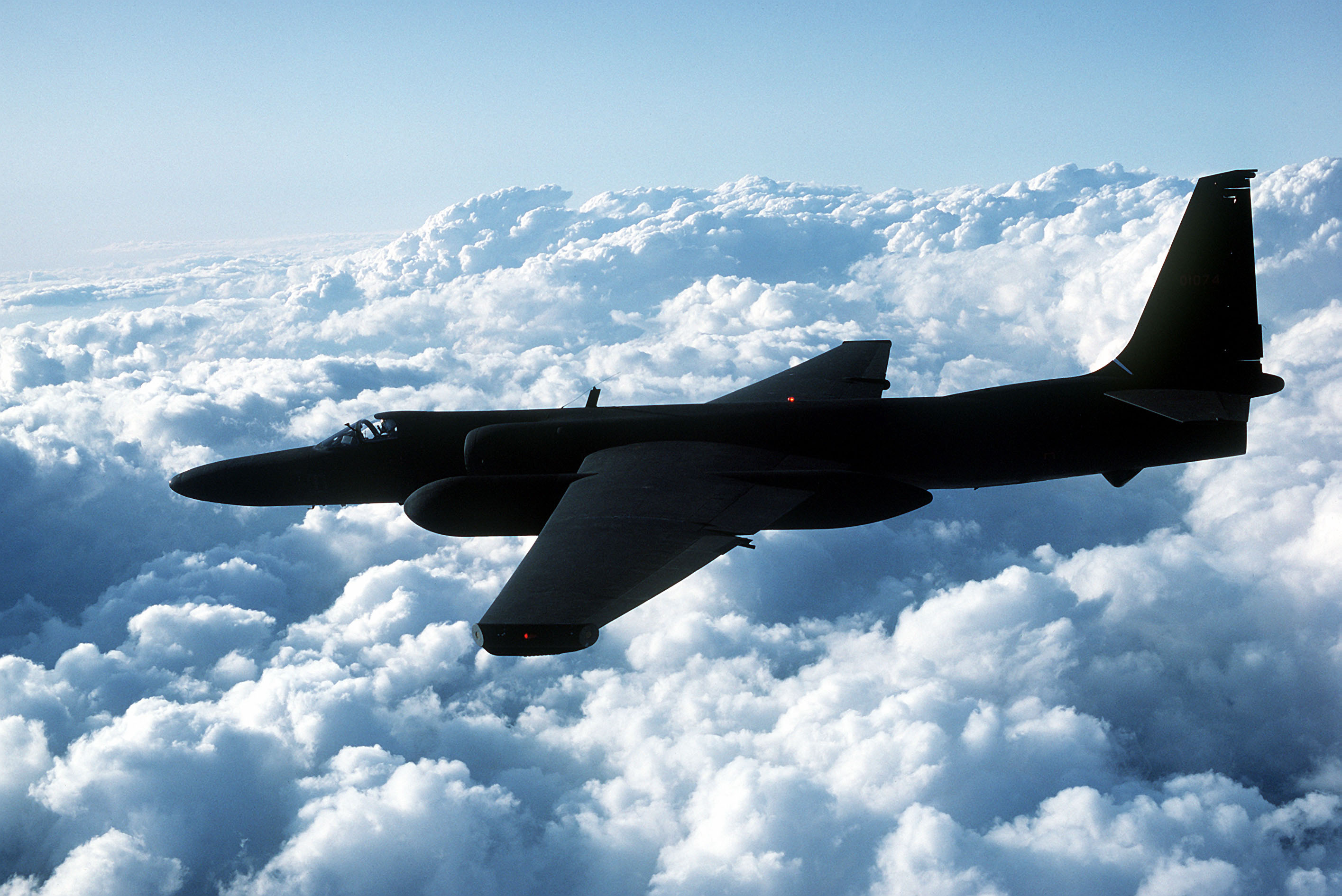
Lockheed U-2

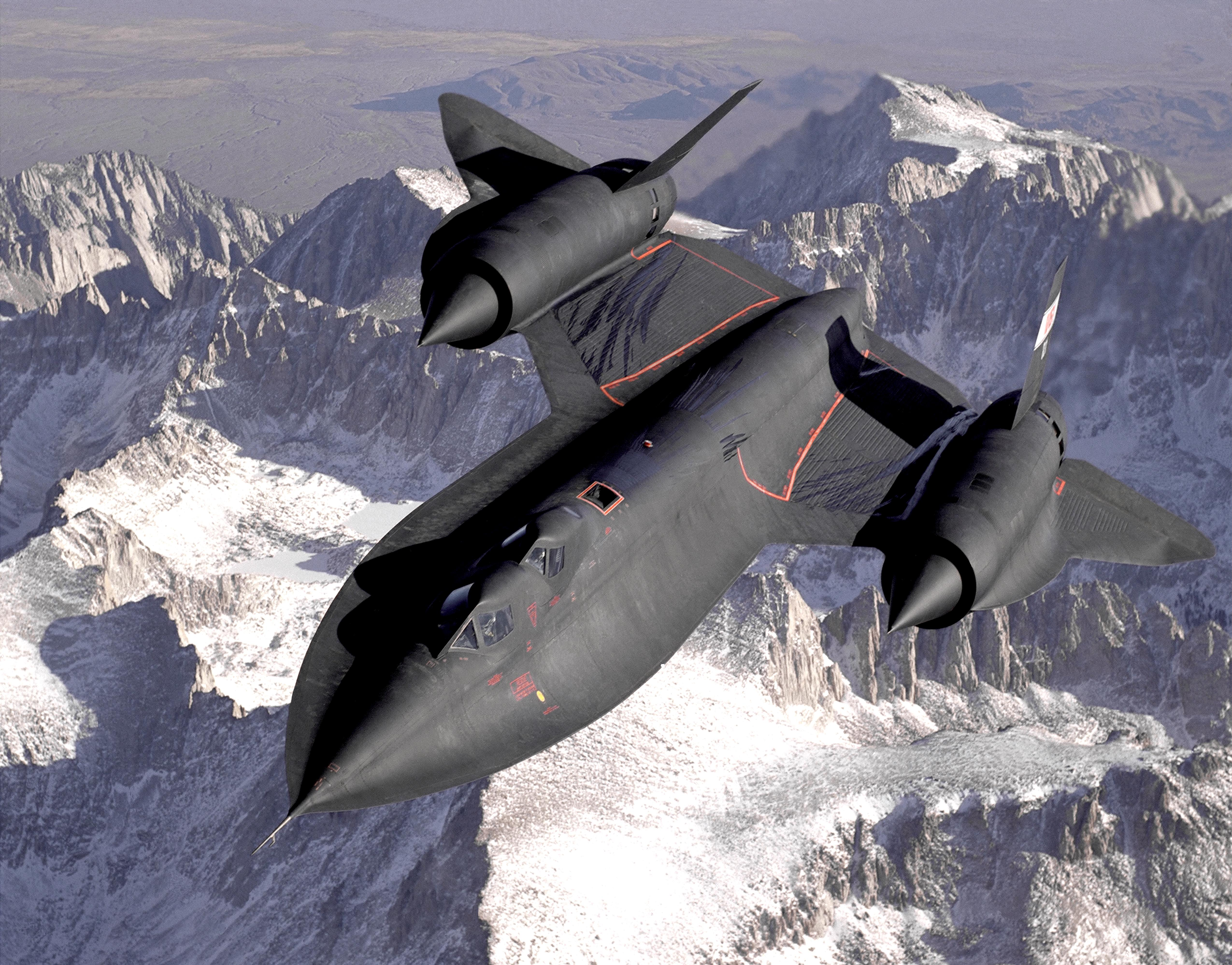
Lockheed SR-71 Blackbird

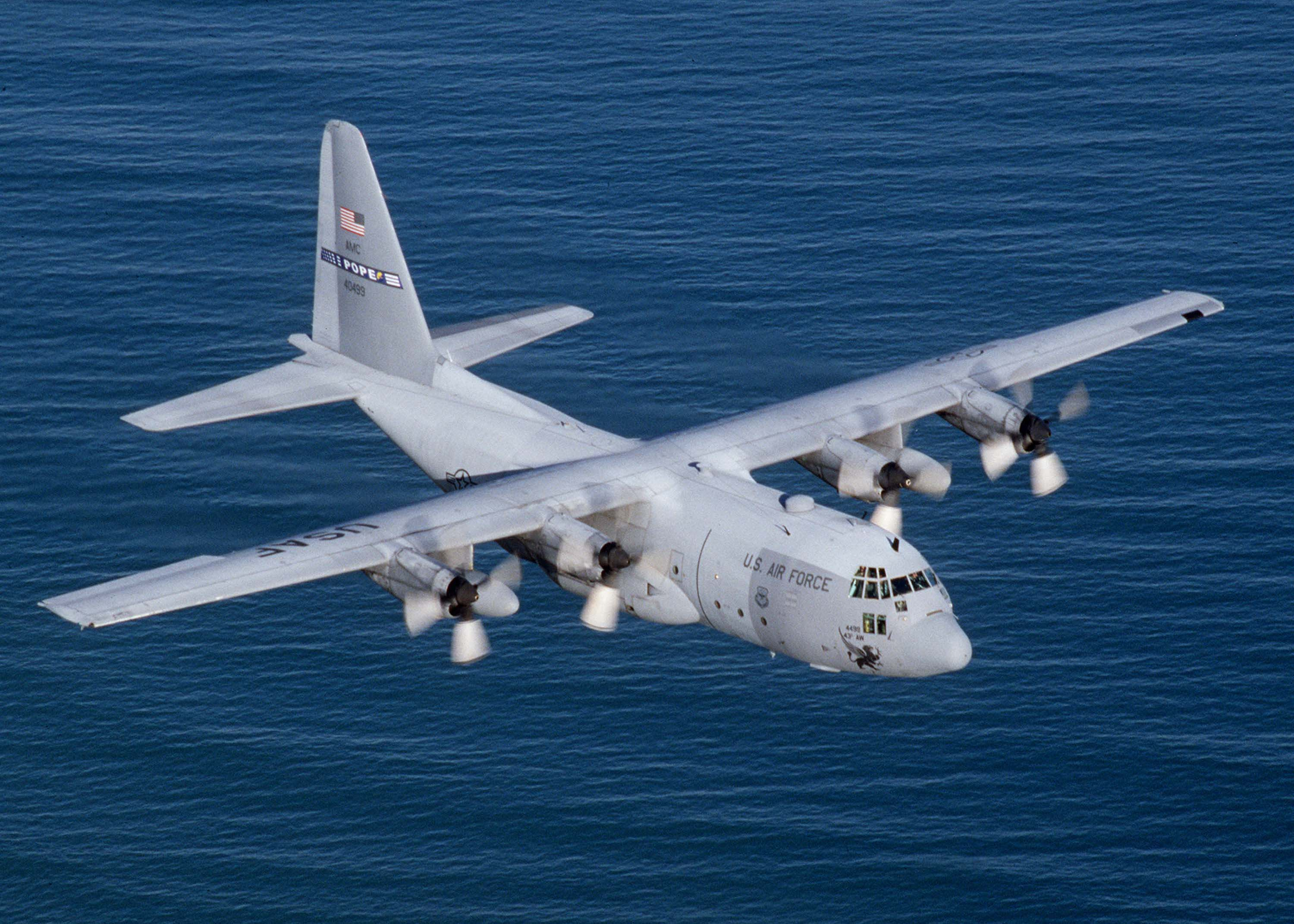
Lockheed C-130 Hercules.

Vào năm 1943, Lockheed bắt đầu phát triển một máy bay phản lực mới tại cơ sở sản xuất Burbank. Loại tiêm kích mới này chính là Lockheed P-80 Shooting Star, đã trở thành máy bay phản lực đẩu tiên của Mỹ bắn hạ máy bay đối phương. Nó cũng là loại máy bay phản lực đẩu tiên bắn hạ máy bay phản lực đối phương, khi nó bắn hạ Mikoyan-Gurevich MiG-15 tại chiến trường Triều Tiên, mặc dù vào thời điểm này F-80 (khi nó được thiết kế lại vào tháng 6 năm 1948) đã bị coi là lỗi thời.
Kể từ P-80, công việc phát triển bí mật của Lockheed được tiến hành bởi Bộ phận Phát triển Nâng cao của công ty, thường được biết đến với cái tên Skunk works. Tên được lấy từ truyện tranh Li'l Abner của Al Capp. Skunk Works trở nên nổi tiếng do đã phát triển nhiều thiết kế máy bay rất thành công của Lockheed, bao gồm U-2 (cuối những năm 1950), SR-71 Blackbird (1962) và máy bay tàng hình F-117 Nighthawk (1978). Phòng thiết kế Skunk Works thường đảm nhận thiết kế các máy bay có yêu cầu kỹ chiến thuật cao trong một khoảng thời gian ngắn và đôi khi là với nguồn lực đầu tư hạn chế.

### Thời kỳ Chiến tranh Lạnh
Năm 1954, Lockheed giới thiệu chiếc máy bay vận tải 4 động cơ Lockheed C-130 Hercules. C-130 hiện vẫn còn được chế tạo. Năm 1956, Lockheed nhận được hợp đồng phát triển tên lửa SLBM Polaris; sau đó công ty tiếp tục phát triển tên lửa UGM-73 Poseidon, UGM-96 Trident I và UGM-133 Trident II. Lockheed đã phát triển chiếc máy bay tiêm kích đầu tiên trên thế giới có vận tốc Mach 2 là F-104 Starfighter vào cuối những năm 1950. Đầu những năm 1960, công ty đã giới thiệu máy bay vận tải phản lực 4 động cơ C-141 Starlifter.
Những năm 1960, Lockheed bắt đầu phát triển hai loại máy bay cỡ lớn là máy bay vận tải quân sự C-5 Galaxy và máy bay chở khách thân rộng L-1011 TriStar. Tuy nhiên cả 2 dự án đều chậm tiến độ và vượt dự toán. C-5 được chế tạo theo những yêu cầu ban đầu mơ hồ và có những điểm yếu về cấu trúc, khiến Lockheed buộc phải sửa chữa bằng nguồn kinh phí của mình. Máy bay chở khách L-1011 TriStar cạnh tranh thị trường máy bay chở khách với chiếc McDonnell Douglas DC-10; tuy nhiên việc chậm trễ trong phát triển động cơ RB-211 của Rolls-Royce đã khiến việc phát triển máy bay L-1011 chậm lại so với chiếc DC-10. Các dự án C-5 và L-1011, và chương trình máy bay trực thăng AH-56 Cheyenne của Quân đội Mỹ bị hủy bỏ và các hợp đồng đóng tàu bị đình trệ đã khiến Lockheed mất một khoản tiền lớn trong suốt những năm 1970.

### Bê bối hối lộ
Các vụ bê bối hối lộ của Lockheed là một loạt các khoản hối lộ bất hợp pháp của các quan chức Lockheed từ cuối những năm 1950 đến những năm 1970. Cuối năm 1975 và đầu năm 1976, một tiểu ban của Thượng viện Hoa Kỳ do Thượng nghị sĩ Frank Church đứng đầu đã kết luận rằng các thành viên của hội đồng quản trị Lockheed đã trả tiền cho các thành viên của các chính phủ các nước Đồng minh của Mỹ để đảm bảo các hợp đồng bán máy bay quân sự. Năm 1976, bản kết luận công khai rằng Lockheed đã trả 22 triệu đô la hối lộ cho các quan chức nước ngoài trong quá trình đàm phán bán các máy bay bao gồm F-104 Starfighter.
Vụ bê bối đã gây ra tranh cãi chính trị ở Tây Đức, Hà Lan, Ý và Nhật Bản. Tại Mỹ, vụ bê bối đã gần như làm sụp đổ Lockheed vốn đang gặp khó khăn do doanh số bán máy bay chở khách L-1011 quá thấp). Haughton buộc phải từ chức chủ tịch.

### Sáp nhập với Martin Marietta
Các cuộc đàm phán sáp nhập giữa Lockheed và Martin Marietta bắt đầu vào tháng 3 năm 1994, với việc các công ty công bố kế hoạch sáp nhập trị giá 10 tỷ đô la vào ngày 30 tháng 8 năm 1994. Trụ sở chính của các công ty kết hợp sẽ đặt tại trụ sở chính của Martin Marietta ở North Bethesda, Maryland. Thỏa thuận được hoàn tất vào ngày 15 tháng 3 năm 1995, khi các cổ đông của hai công ty chấp thuận việc sáp nhập.
Các giám đốc điều hành của công ty đã nhận được số tiền thưởng lớn trực tiếp từ chính phủ do kết quả của việc sáp nhập. Norman R. Augustine, lúc đó là Giám đốc điều hành của Martin Marietta đã nhận được khoản tiền thưởng 8,2 triệu đô la.
Cả hai công ty đều phát triển những mẫu máy bay, tên lửa, vệ tinh đáng chú ý. Lockheed sản xuất UGM-96 Trident I và UGM-133 Trident II, máy bay tuần tra biển P-3 Orion, máy bay trinh sát U-2 và SR-71, F-117 Nighthawk, F-16 Fighting Falcon, F-22 Raptor, C-130 Hercules, A-4AR Fightinghawk và vệ tinh DSCS-3. Martin Marietta sản xuất tên lửa Titan, nắm quyền quản lý Phòng thí nghiệm quốc gia Sandia (từ năm 1993), Space Shuttle External Tank, tàu đổ bộ sao Hỏa Viking 1 và Viking 2, Transfer Orbit Stage (hợp đồng nhà thầu phụ của Orbital Sciences Corporation) cùng với nhiều mẫu vệ tinh.

## Các sản phẩm

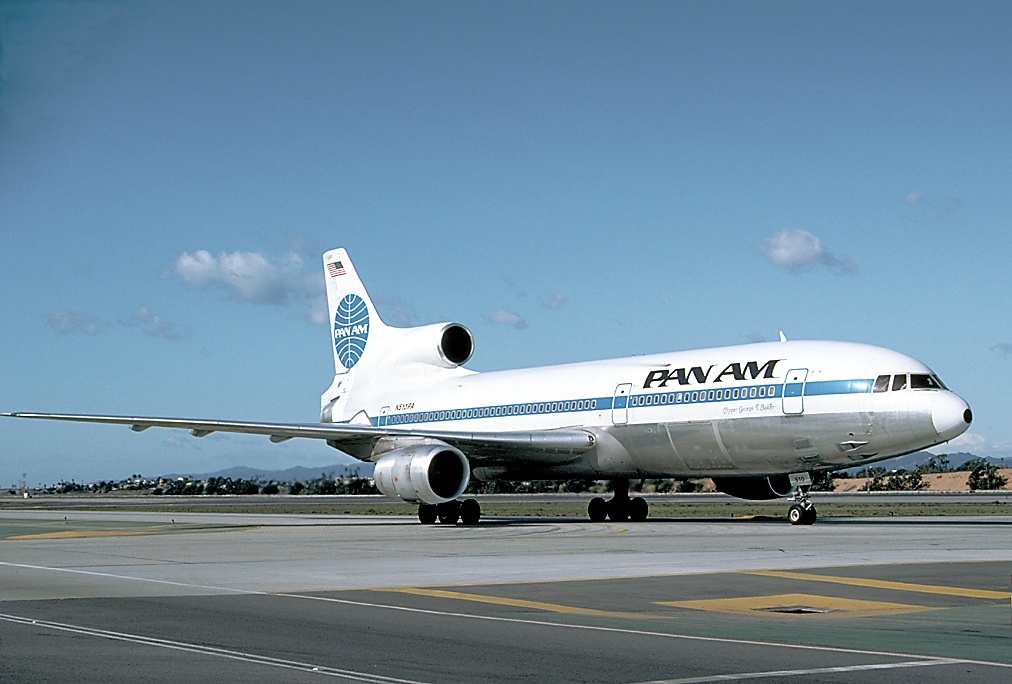
Chiếc L-1011 Tristar

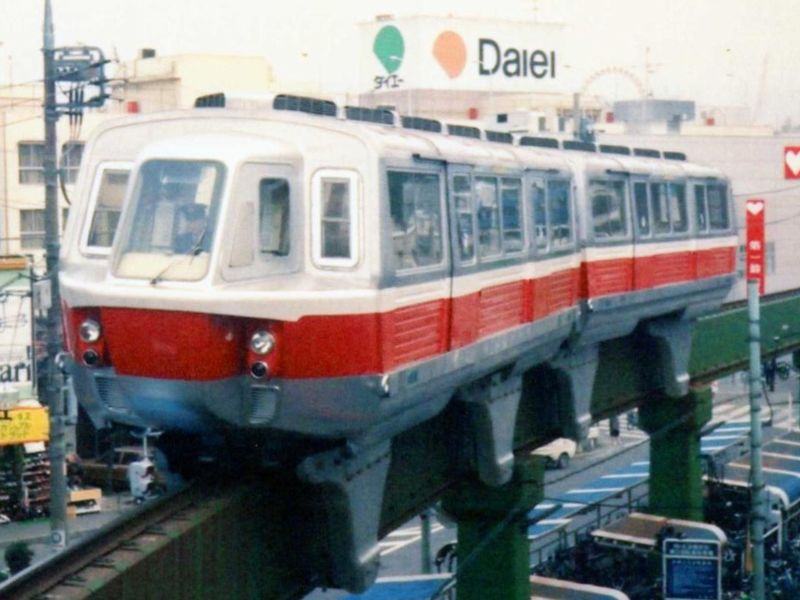
Odakyu Type 500 monorail, 1990. (1966–2001)

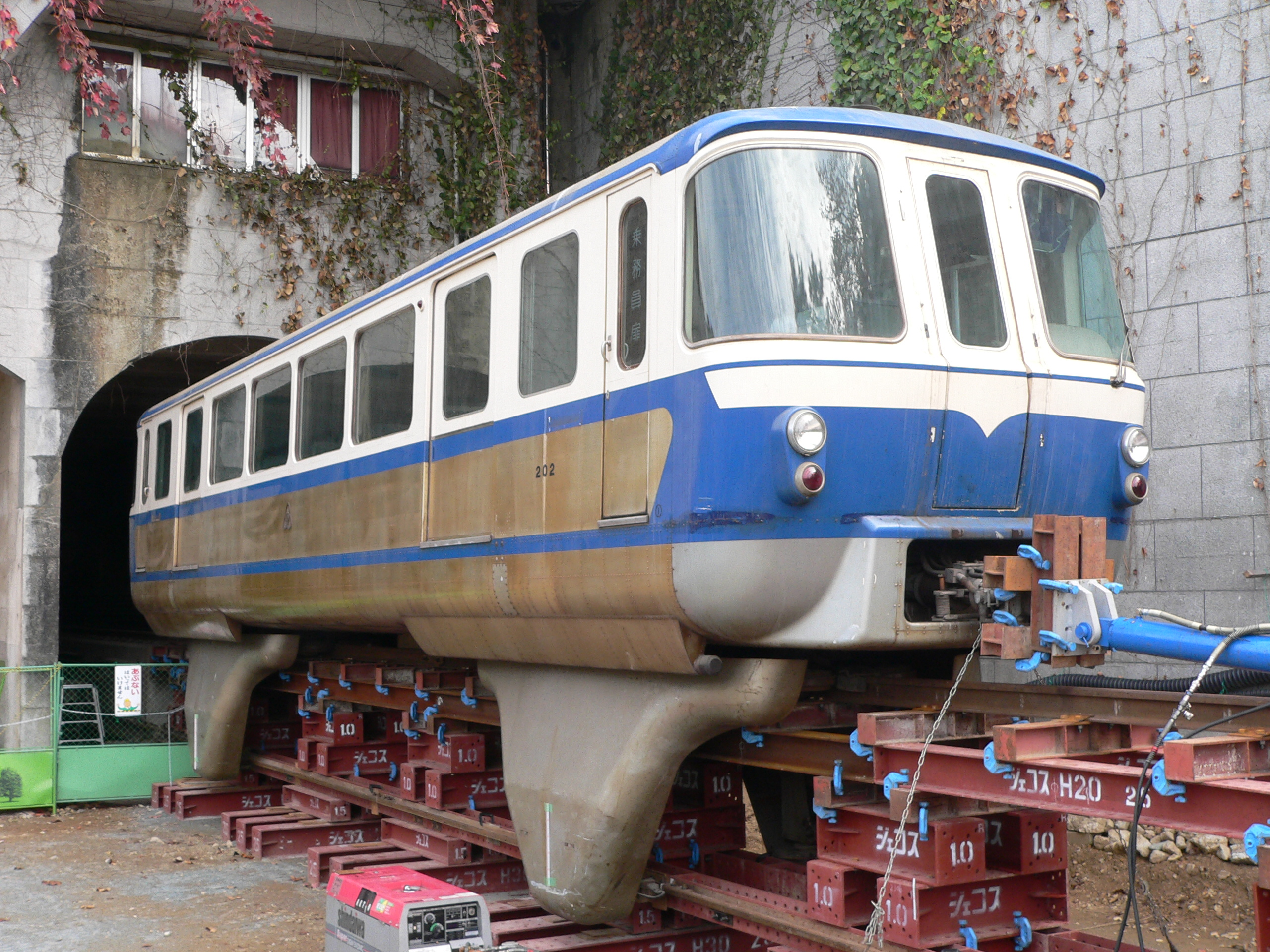
Himeji Monorail, tháng 10/2009. (1966–1974)

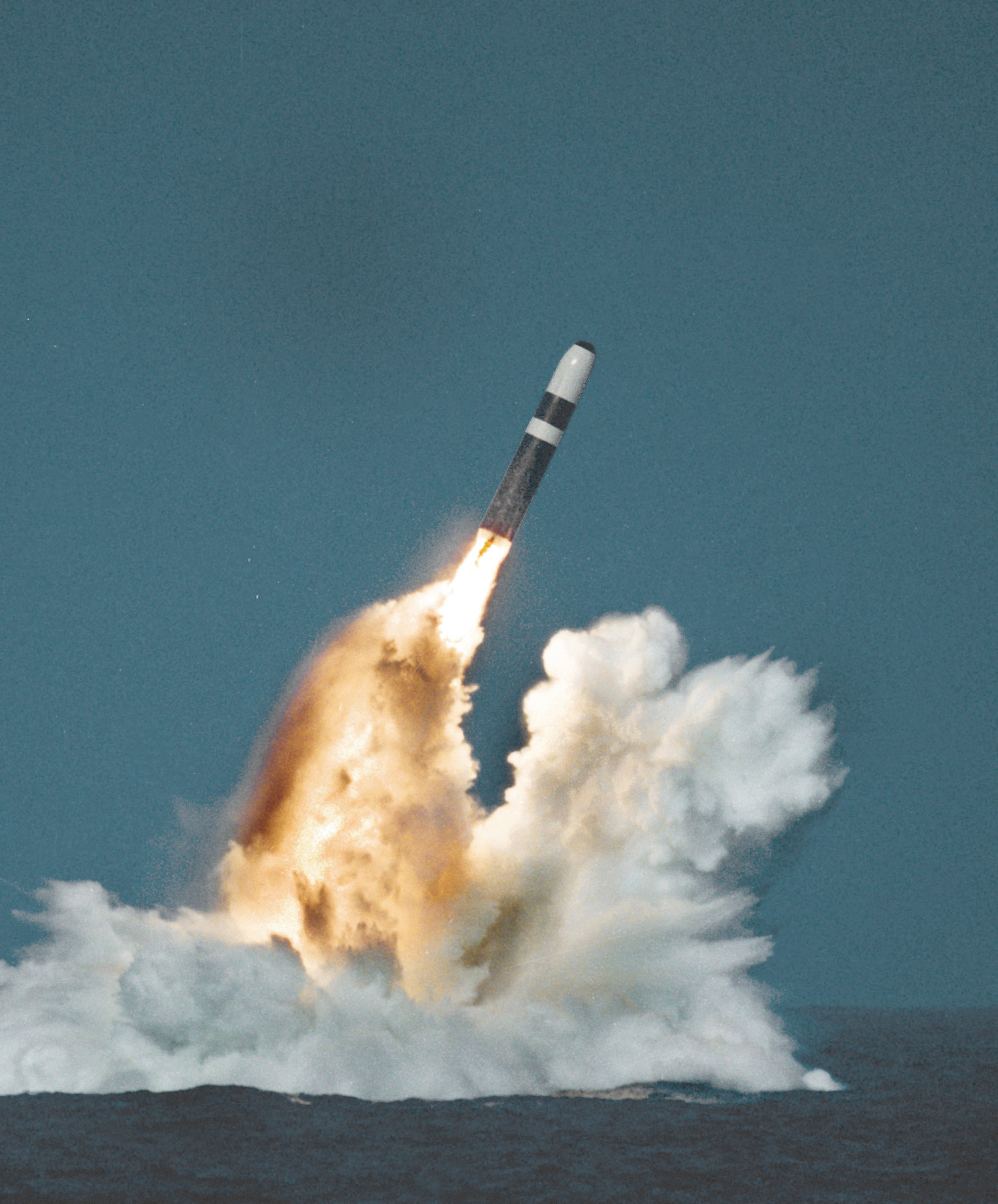
UGM-133 Trident II, được đưa vào trang bị từ năm 1990.

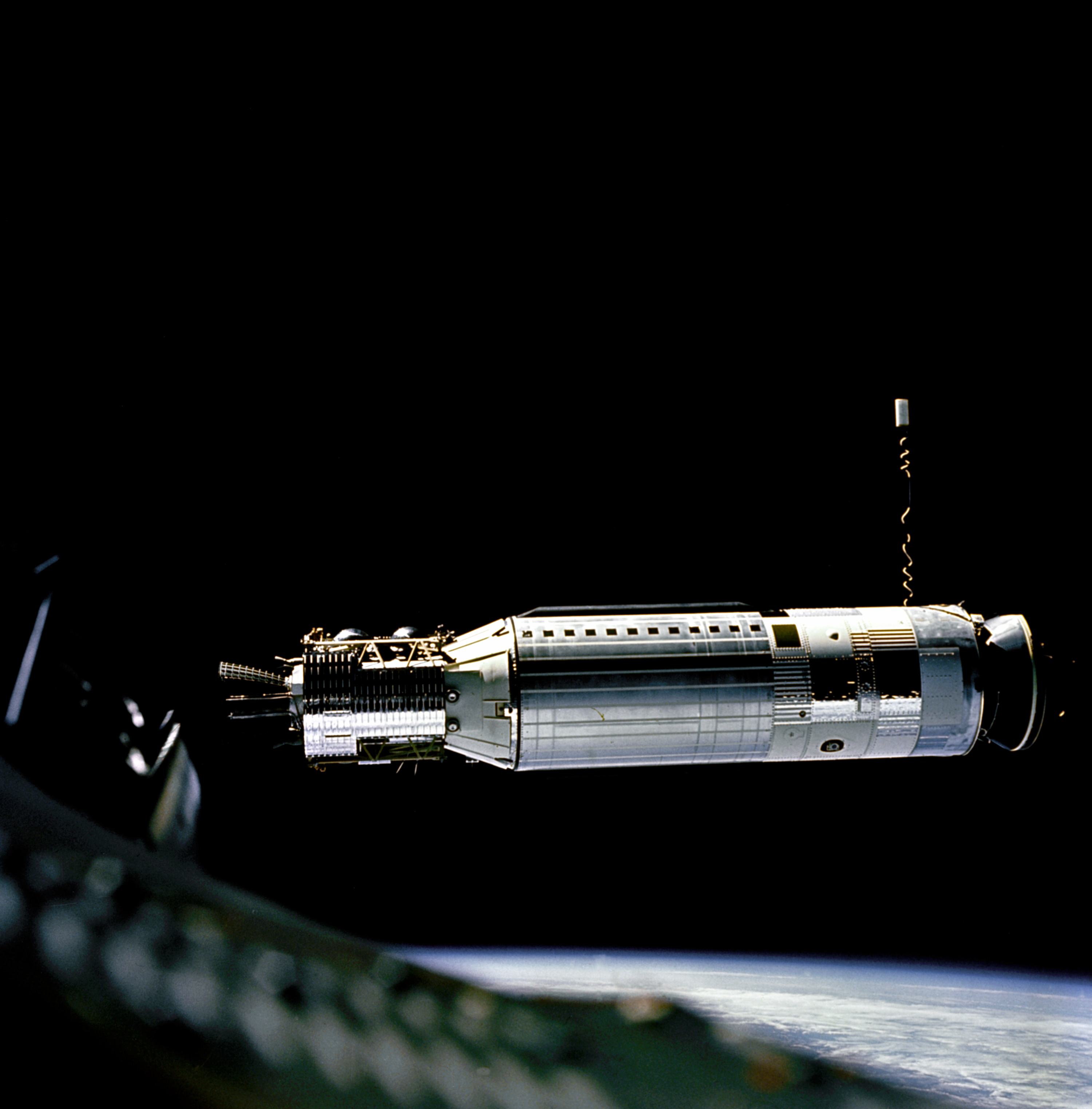
Module Agena.

### Máy bay chở khách
- Lockheed Vega
- Lockheed Model 10 Electra
- Lockheed Model 12 Electra Junior
- Lockheed Model 14 Super Electra
- Lockheed Model 18 Lodestar
- Lockheed Constellation,
- Lockheed L-049 Constellation, nguyên mẫu máy bay chở khách Lockheed Constellation
- Lockheed L-649 Constellation, phiên bản cải tiến của máy bay chở khách Lockheed Constellation
- Lockheed L-749 Constellation, phiên bản cải tiến sâu hơn máy bay chở khách Lockheed Constellation
- Lockheed L-1049 Super Constellation, phiên bản lớn nhất của máy bay chở khách Lockheed Constellation
- Lockheed L-1649 Starliner, mẫu cuối cùng của Lockheed Constellation
- Lockheed Saturn
- Lockheed L-188 Electra
- Lockheed JetStar
- Lockheed L-1011 TriStar

### Máy bay vận tải quân sự
- Lockheed C-69/Lockheed C-121 Constellation, máy bay vận tải quân sự được phát triển từ Lockheed Constellation
  - YC-121F Constellation
- Lockheed R6V Constitution
- Lockheed C-130 Hercules
- Lockheed C-141 Starlifter
- Lockheed C-5 Galaxy
- Flatbed

### Máy bay chiến đấu
- Lockheed P-38 Lightning
- Lockheed P-80 Shooting Star, máy bay phản lực đầu tiên của Không quân Hoa Kỳ đi vào hoạt động.
- Lockheed T-33 Shooting Star, máy bay phản lực huấn luyện.
- Lockheed F-94 Starfire, tiêm kích hoạt động trong mọi điều kiện thời tiết.
- Lockheed F-104 Starfighter
- Lockheed F-117 Nighthawk
- General Dynamics F-16 Fighting Falcon
- Lockheed F-22
- Lockheed F-35

### Máy bay tuần tra và trinh sát
- Lockheed Hudson
- PV-1 Ventura and PV-2 Harpoon
- PO-1W/WV-1 Constellation, máy bay cảnh báo sớm phát triển dựa trên chiếc Constellation
- EC-121/WV-2 Warning Star, máy bay cảnh báo sớm phát triển dựa trên chiếc Super Constellation
- Lockheed P-2 Neptune
- Lockheed P-3 Orion
- Lockheed U-2/TR-1, máy bay trinh sát.
- Lockheed SR-71 Blackbird, máy bay trinh sát (A-12) (M-21) (YF-12).
- Lockheed S-3 Viking
- YO-3A Quiet Star

### Trực thăng
- Lockheed CL-475
- XH-51A/B
- Lockheed AH-56 Cheyenne

### Tên lửa
- UGM-27 Polaris
- UGM-73 Poseidon
- UGM-89 Perseus
- UGM-96 Trident I
- UGM-133 Trident II
- High Virgo

### Công nghệ vũ trụ
- Lockheed X-7
- Lockheed X-17
- Lockheed L-301 (aka X-24C)
- Lockheed Star Clipper
- Corona
- RM-81 Agena
  - Agena target vehicle
- Apollo Launch Escape System
- Kính viễn vọng không gian Hubble

### Tàu biển
- Sea Shadow

### Phương tiện đường sắt trên một đường ray
- Odakyu Type 500 monorail cho Mukōgaoka-Yūen Monorail (Nihon-Lockheed Monorail, liên doanh với Kawasaki Heavy Industries)
- Himeji Monorail Type 100/200 (Nihon-Lockheed Monorail, liên doanh với Kawasaki Heavy Industries)